# Лондонский мост (Лейк-Хавасу-Сити)
Лондонский мост — мост в Лейк-Хавасу-Сити, Аризона. Он был построен в 1830-х годах и ранее был перекинут через Темзу в Лондоне, Англия. Он был разобран в 1967 году и переехал в Аризону. Мост в Аризоне представляет собой железобетонное сооружение, отделанное оригинальной кладкой моста 1830-х годов, который был куплен Робертом П. МакКаллохом у города Лондона. Наружные гранитные блоки оригинального моста были пронумерованы МакКаллохом и перевезены в Америку, чтобы построить существующий мост в Лейк-Хавасу-Сити, планируемом городе, который он создал в 1964 году на берегу озера Хавасу. Мост был завершен в 1971 году (вместе с каналом), и соединяет остров на реке Колорадо с основной частью Лейк-Хавасу-Сити.

## История
Лондонский мост 1831 года был последним проектом инженера Джона Ренни и был завершен его сыном Джоном Ренни Младшим. К 1962 году мост уже не был достаточно прочным, чтобы выдержать возросшую нагрузку современного транспорта, и он был продан Лондонским Сити.
Покупатель, Роберт П. Маккаллох, председатель нефтяной корпорации «Маккаллох», был основателем Лейк-Хавасу-Сити, его проектом недвижимости для отставников и пенсионеров на восточном берегу озера Хавасу, большого водохранилища на реке Колорадо. Маккаллох приобрёл мост в качестве туристической достопримечательности озера Хавасу, которое было тогда далеко от обычного туристического маршрута. Идея была успешной, привлекая в этот район заинтересованных туристов и покупателей домов пенсионеров.
Ходили слухи, что мост купили, перепутав его с более узнаваемым лондонским Тауэрским мостом, но это категорически отрицали сам Маккаллох и Иван Лукин, который продавал мост.

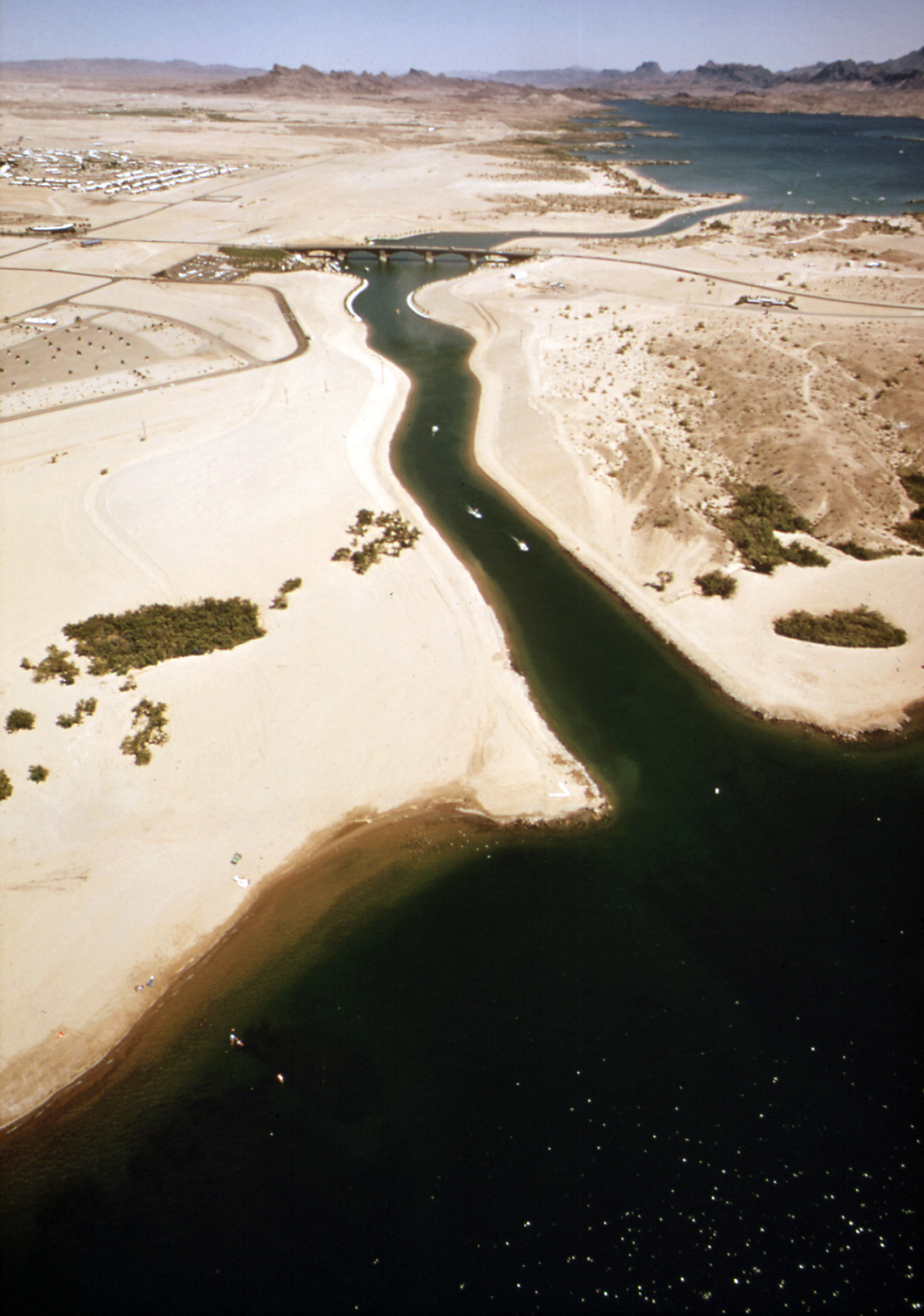
Лондонский мост в 1972 году

Первоначально пустующая земля у озера Хавасу была передана штату Аризона федеральным правительством США. Федеральная собственность была заброшенной военной взлетно-посадочной полосой. Маккаллох заключил сделку с правительством штата и получил собственность бесплатно, пообещав освоить землю. Но агенты по недвижимости не могли привлечь потенциальных покупателей, потому что земля была далеко от населенных пунктов и имела очень жаркий, сухой климат. Агент Маккаллоха по недвижимости Роберт Плумер узнал, что Лондонский мост продается и убедил МакКаллоха купить его и привезти в этот район, чтобы привлечь потенциальных покупателей земли. Первоначальный ответ Маккаллоха был: «Это самая безумная идея, которую я когда-либо слышал», но после рассмотрения он решил сделать это и купил мост за 2,46 млн долларов (1,78 млн фунтов). Затем Пламер договорился с компанией по доставке грузов, которая собиралась отправлять недавно построенное судно из Великобритании в Соединённые Штаты без груза. Пламер сказал, что они оплатят все эксплуатационные расходы на плавание, которые были намного меньше, чем обычная стоимость доставки. Облицовочные камни моста были разобраны, и каждый был пронумерован. После того, как мост был демонтирован, его перевезли в карьер Мерривейл, где со многих исходных камней были срезаны по 15—20 см. Мост по частям прибыл в порт Лонг-Бич, штат Калифорния, и был перевезен по суше в Лейк-Хавасу-Сити, где в 1968 году началась сборка. 23 сентября 1968 года сэр Гилберт Инглфилд, лорд-мэр Лондона, заложил первый камень.

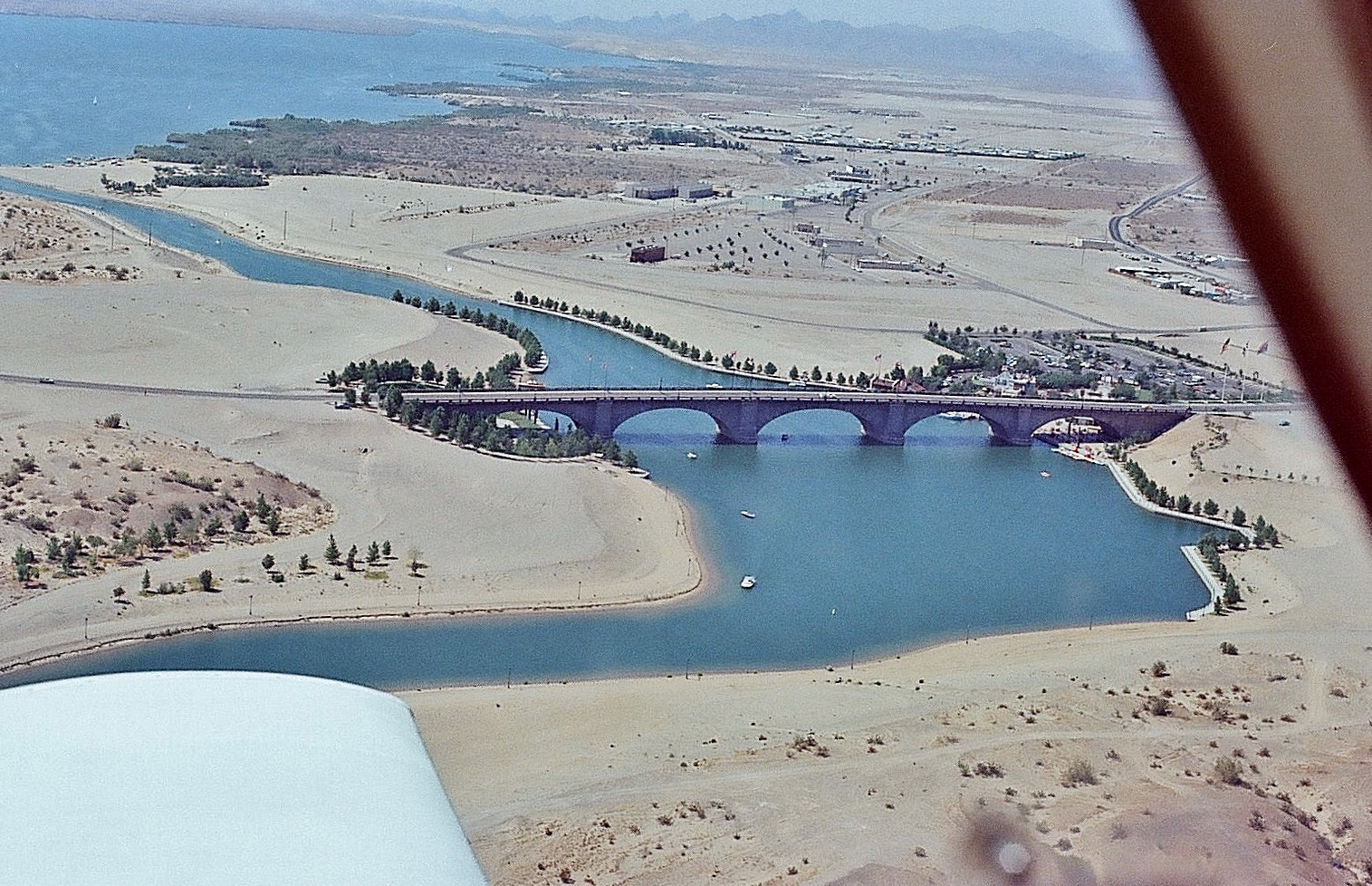
Лондонский мост в 1973 году

Первоначальная каменная кладка была использована для облицовки новой бетонной конструкции. Реконструкция заняла чуть более трех лет и была завершена в конце 1971 года. Первоначально мост не был переброшен через какой-либо водоём, а был построен на суше в месте между основной частью города и Питсбург-Пойнт, в то время полуостровом на озеро Хавасу. После завершения канал Бриджуотер был прорыт под мостом, отделяя Питтсбург-Пойнт от города, таким образом создав остров. В результате мост теперь пересекает судоходный путь между заливом Томпсон (частью озера Хавасу) к югу от Питтсбург-Пойнт и остальной частью озера Хавасу к северу .
После того, как мост был построен, потенциальные покупатели земли были привлечены к посещению моста и ознакомлению с недвижимостью для продажи. Продажи земли улучшились, и Маккаллох возместил все свои расходы на покупку и доставку моста. Поскольку он получил землю бесплатно, продажа недвижимости окупила мост с избытком. В последние годы расширилось строительство в районе моста для повышения интереса туристов. Оригинальная «Английская деревня», причудливый торговый центр под открытым небом в английском стиле с хедж-лабиринтом и историческим музеем, стала приходить в упадок, некоторые участки сровняли с землей. Оживление Английской деревни было предпринято Городским Конгрессом и Бюро Посетителей Лейк-Хавасу. В 2011 году владельцем, Virtual Realty Enterprises, были предложены многоквартирные дома.

## Галерея

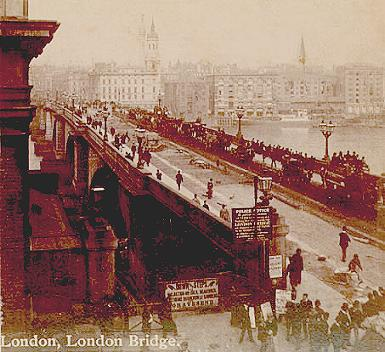
Лондонский мост в начале 1890-х годов
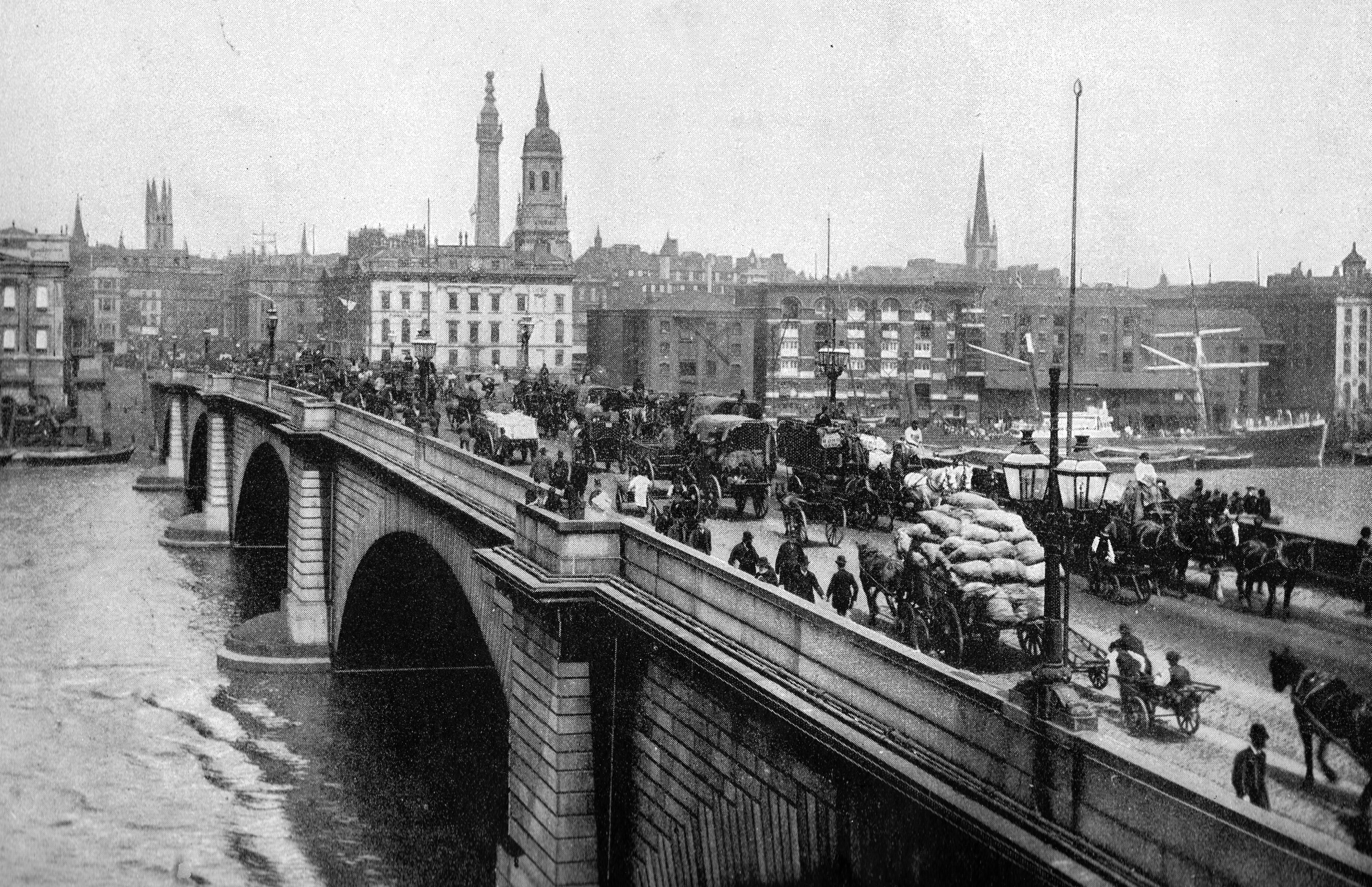
Лондонский мост около 1900 года с движением
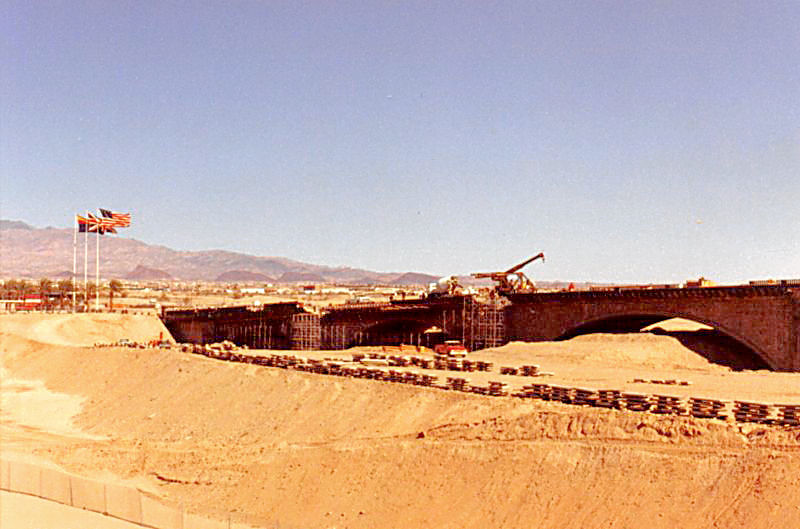
Реконструкция моста на озере Хавасу в марте 1971 г.
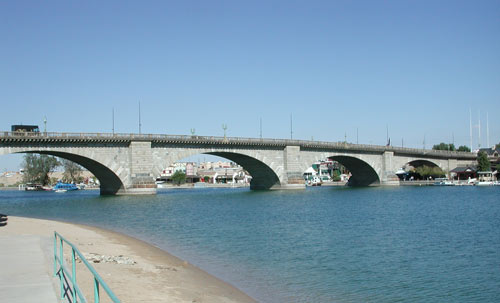
Восстановленный Лондонский мост в 2003 году
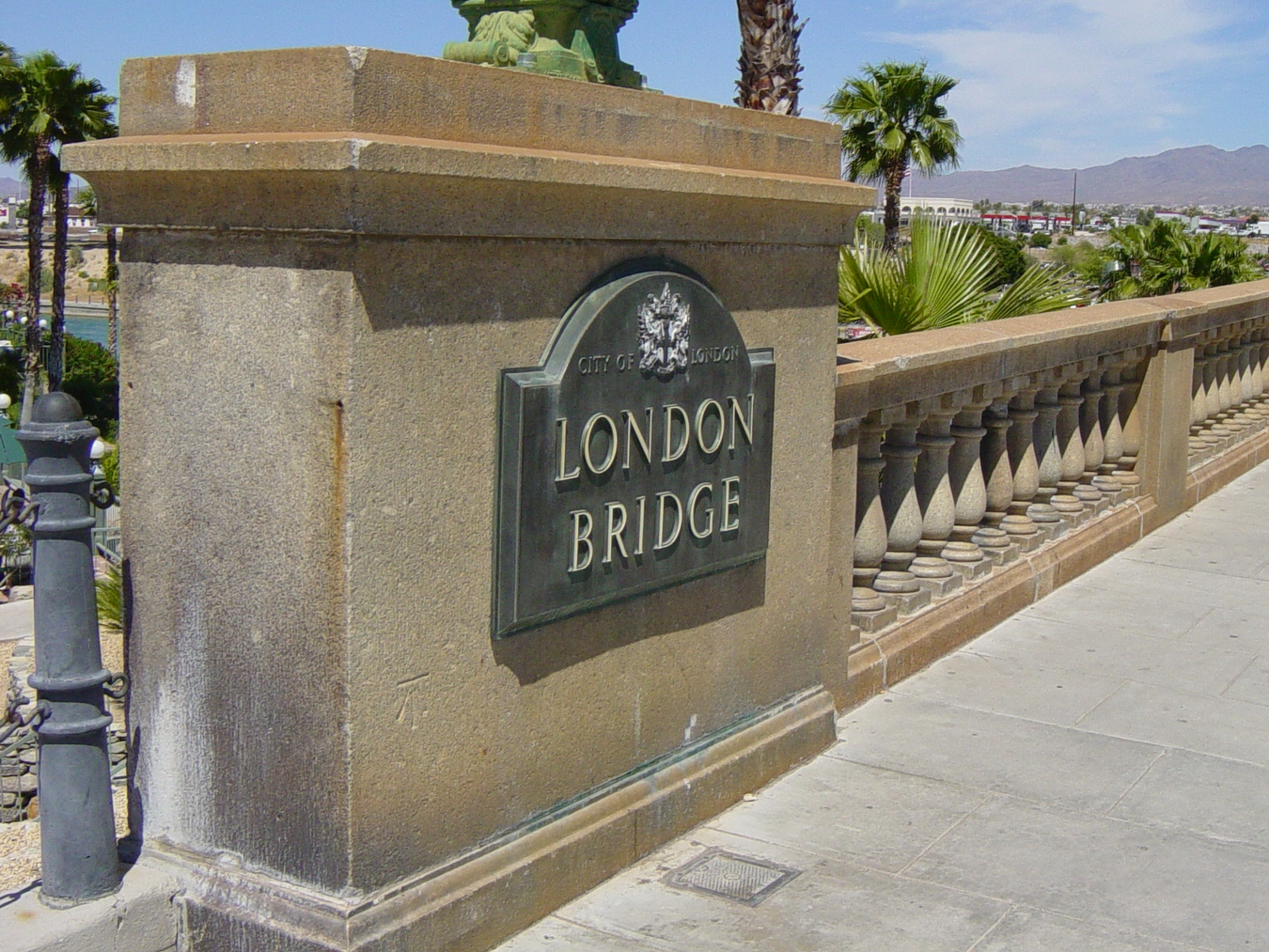
Знак на мосту
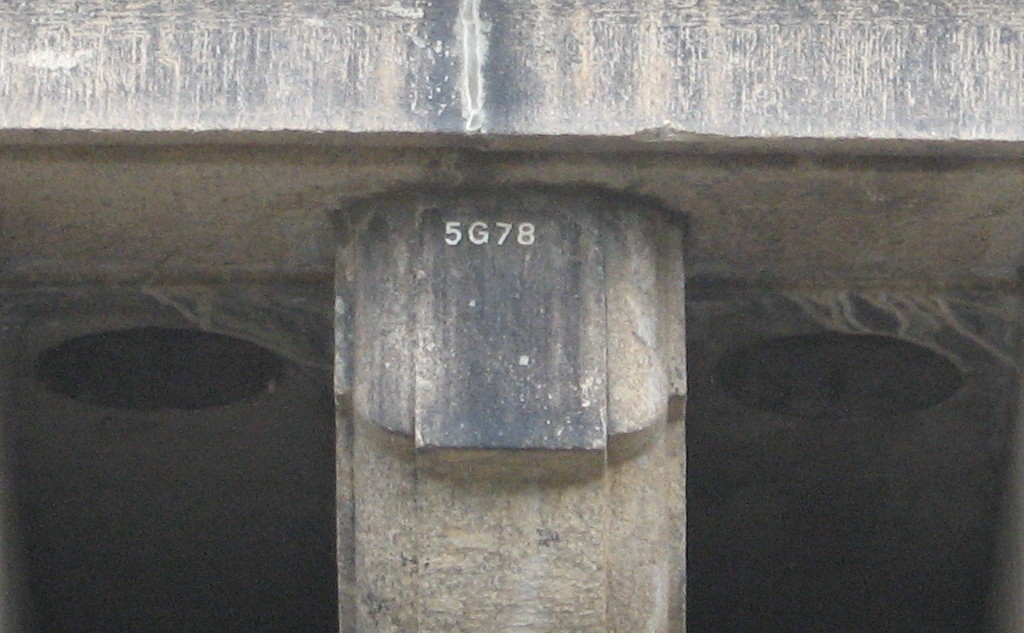
Помеченный камень еще виден
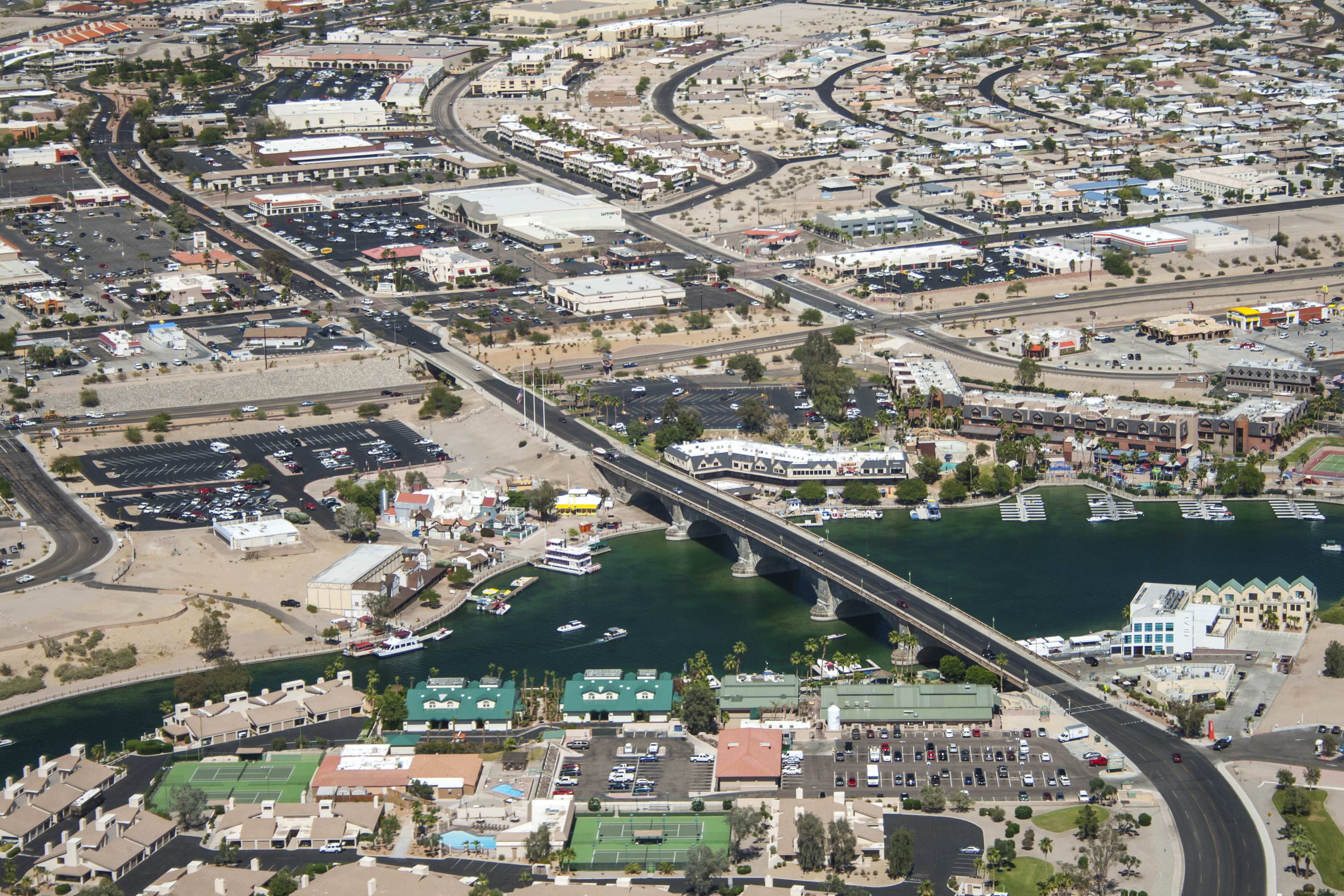
Аэрофотосъемка моста в 2011 году

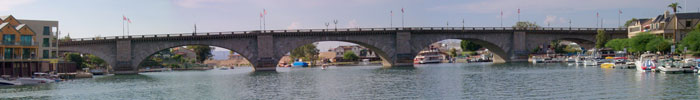
Панорамный вид на весь мост.

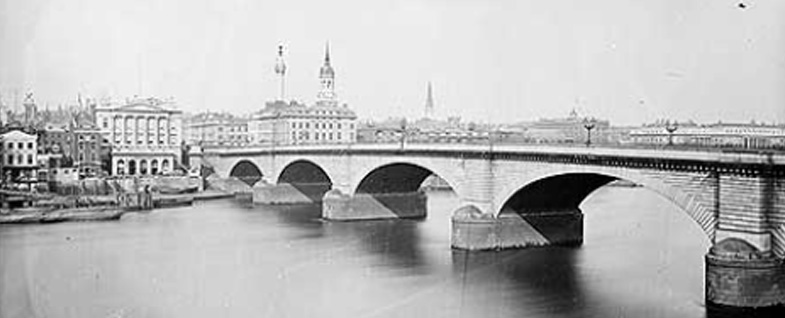
Лондонский мост около 1870 года, когда он пересекал реку Темзу в Лондоне